# Sărbătoarea, Dolj
Sărbătoarea este un sat în comuna Bucovăț din județul Dolj, Oltenia, România.
 Acest articol despre o localitate din județul Dolj este deocamdată un ciot. Puteți ajuta Wikipedia prin completarea lui.